# Prêmio Multishow de Música Brasileira 2021
A 28.ª cerimônia anual do Prêmio Multishow de Música Brasileira, ou apenas PMMB 2021, foi realizada em 8 de dezembro de 2021 com transmissão ao vivo pelo canal Multishow. A cerimônia foi apresentada pela cantora Iza e pela apresentadora Tatá Werneck no Rio de Janeiro.
Nessa edição, foram oito categorias abertas para votação ao público antes da data do evento. Contudo, em 07 de novembro de 2021, foi anunciado que a categoria Cantora do Ano teria sua votação cancelada e a vitória seria dada a Marília Mendonça, que morreu no dia 05 de novembro de 2021, em um acidente aéreo em Minas Gerais.

## Apresentações
Os seguintes artistas se apresentarão na edição de 2021 do prêmio:
| Artista           | Música(s)                                  |
| ----------------- | ------------------------------------------ |
| Xuxa Majur        | "Arco-Íris" Lua de Cristal"                |
| Israel & Rodolffo | "Batom de Cereja"                          |
| Tierry            | "Cabeça Branca"                            |
| Majur             | "Última dança" "Flua" "Divino Maravilhoso" |

| Artista                                         | Música(s) |
| ----------------------------------------------- | --- |
| Marina Sena                                     | "Por Supuesto" |
| Ivete Sangalo Carlinhos Brown                   | "Mexe a Cabeça" |
| Barões da Pisadinha                             | "Recairei" "Zero Saudade" |
| Jojo Maronttinni Gabily Bianca MC Carol         | Medley de Funk: "Devo Tá na Moda" "Bilhete Premiado" "Tudo no Sigilo" "Levanta Mina" |
| Ferrugem Marvvila Menos é Mais Xande de Pilares | Medley de clássicos do Samba: "Abre Alas" "Ainda É Tempo Pra Ser Feliz" "Conselho" "Tá Escrito" "A Amizade" |
| Iza                                             | "Gueto" "Sem Filtro" |
| Chico Chico Nando Reis Lan Lanh                 | Tributo à Cássia Eller: "Mãe" "All Star" "O Segundo Sol" |
| Juliette                                        | "Vixe Que Gostoso" |
| Duda Beat                                       | "Bixinho" "Meu Pisêro" "Nem Um Pouquinho" "Tu e Eu" |
| Iza Luísa Sonza Ivete Sangalo                   | Tributo à Marília Mendonça: "Como Faz Com Ela" "De Quem É a Culpa?" Eu Sei de Cor" Todo Mundo Vai Sofrer" |
| Iza Mariah Nala                                 | Tributo a Paulo Gustavo: "Gostava Tanto de Você" |
| Luísa Sonza                                     | "Interesseira" VIP" "Mulher do Ano" "Modo Turbo" Anaconda" |
| Emicida                                         | "Pequena Memória Para Um Tempo Sem Memória" "Paisagem" |
| Dennis DJ                                       | "Deixa de Onda (Coisa Nenhuma)" "Isso Que É Vida" "Lágrima Por Lágrima" "Sou Teu Fã" "Tô Tranquilão" "Vamos Beber" "No Baile Nóis É Mídia" "Malandramente" "Quando o Dj Mandar" "Só Você" "Tchu Tchuca" "Um Tapinha Não Dói" "De Segunda A Sexta" "Te Prometo" "Agora É Tudo Meu" |

## Vencedores e indicados
Os vencedores estão destacados em negrito.
| Cantora do Ano | Cantor do Ano |
| --- | --- |
| - Marília Mendonça - Ivete Sangalo - Anitta - Iza - Luísa Sonza | - Luan Santana - Dilsinho - Emicida - Ferrugem - Gusttavo Lima                                                                        |
| Grupo do Ano | Dupla do Ano |
| - Lagum - Gilsons - Menos é Mais - Os Barões da Pisadinha - Sorriso Maroto | - Israel & Rodolffo - Anavitória - Henrique & Juliano - Jorge & Mateus - Zé Neto & Cristiano                                          |
| Hit do Ano | Música do Ano |
| - "Batom de Cereja" – Israel & Rodolffo - "Baby Me Atende" – Matheus Fernandes e Dilsinho - "Deixa de Onda" – Dennis DJ, Ludmilla e Xamã - "Meu Pedaço de Pecado" – João Gomes - "Tipo Gin" – Kevin o Chris | - "Girl from Rio" – Anitta - "Batom de Cereja" – Israel & Rodolffo - "Morena" – Luan Santana - "Calma" – Marisa Monte - "Gueto" – Iza |
| Performance do Ano | Experimente |
| - Ivete Sangalo - Anitta - Gusttavo Lima - Luísa Sonza - Pabllo Vittar | - Marina Sena - João Gomes - L7NNON - Matheus Fernandes - Zé Vaqueiro                                                                 |
| Melhor Clipe TVZ | |
| - "Girl from Rio" – Anitta (Direção: Giovanni Bianco) - "Atenção" – Pedro Sampaio e Luísa Sonza (Direção: Fernando Moraes) - "Morena" – Luan Santana (Direção: Bruno Ilogti e Will Etchebehere) - "Modo Turbo" – Luísa Sonza, Pabllo Vittar e Anitta (Direção: Gustavo Moraes e Marco Lafer) - "Rainha de Favela" – Ludmilla (Direção: Felipe Sassi) | |

### Superjúri
| Canção do Ano                                                                                 | Álbum do Ano                                                                                    | Artista Revelação                  |
| --------------------------------------------------------------------------------------------- | ----------------------------------------------------------------------------------------------- | ---------------------------------- |
| - "Crash" – Juçara Marçal - "Me Toca" – Marina Sena - "Sonho da Lay" – Tuyo ft. Luccas Carlos | - "Delta Estácio Blues" – Juçara Marçal - "De Primeira" – Marina Sena - "Olho de Vidro" – Jadsa | - Marina Sena - Jadsa - João Gomes |
| Gravação do Ano                                                                               | Clipe do Ano                                                                                    | Capa do Ano                        |
| - Batidão Tropical – Pabllo Vittar                                                            | - "Nem um Pouquinho" – Duda Beat & Trevo                                                        | - De Primeira – Marina Sena        |
| Produtor do Ano                                                                               |                                                                                                 |                                    |
| - Kiko Dinucci                                                                                |                                                                                                 |                                    |